# Stefan Wodeniczarow
Stefan Borisow Wodeniczarow, bułg. Стефан Борисов Воденичаров (ur. 1 września 1944 w Sofii, zm. 8 czerwca 2020 tamże) – bułgarski inżynier i naukowiec, profesor, w latach 2012–2016 prezes Bułgarskiej Akademii Nauk, w 2013 minister edukacji i nauki.

## Życiorys
Z wykształcenia inżynier, w 1968 ukończył studia z technologii metali na Uniwersytecie Technicznym w Sofii. Od 1969 był zawodowo związany z Bułgarską Akademią Nauk, rozpoczął wówczas pracę w instytucie metaloznawstwa BAN. Uzyskiwał stopnie kandydata nauk (1974) i doktora (1991), a także kolejne stanowiska zawodowe. Pełną profesurę objął w 1998. Był autorem około 70 patentów z zakresu materiałoznawstwa i technologii obronnych. Opublikował ponad 250 artykułów naukowych. Kierował licznymi projektami badawczymi na potrzeby obronności i energetyki jądrowej. Należał do Amerykańskiego Towarzystwa Chemicznego oraz do American Society for Testing and Materials.
W 2004 został członkiem korespondentem BAN, a w 2012 członkiem rzeczywistym akademii. W jej ramach był m.in. dyrektorem instytutu metaloznawstwa. W latach 2012–2016 pełnił funkcję prezesa Bułgarskiej Akademii Nauk. W lutym 2013 objął stanowisko ministra edukacji i nauki w rządzie Bojka Borisowa. Zakończył urzędowanie w następnym miesiącu wraz z całym gabinetem. W kwietniu 2014 dołączył do rady zarządzającej bułgarskiej izby handlowej, organizacji zrzeszonej w BusinessEurope.